# Eichenberg (stacja kolejowa)
Eichenberg (niem.: Bahnhof Eichenberg) – stacja kolejowa w Neu-Eichenberg, w regionie Hesja, w Niemczech, w powiecie Werra-Meißner. Znajduje się na wschód od drogi . Jest ważnym węzłem kolejowym na skrzyżowaniu linii Göttingen – Bebra i Halle – Hann. Münden.
Według klasyfikacji Deutsche Bahn ma kategorię 4.

## Linie kolejowe
- Göttingen – Bebra
- Halle – Hann. Münden
- Gelstertalbahn – linia nieczynna